# Ermites de la Bienheureuse Vierge Marie du Mont Carmel
Les Ermites de la Bienheureuse Vierge Marie du Mont Carmel sont une branche de l'ordre des Grands carmes. 
L'Ordre du Carmel, originellement composé de moines ermites, a évolué au XIIIe siècle vers une communauté monastique de frères mendiants. À la fin du XXe siècle, des carmes décident de renouer avec le mode de vie érémitique originel et fondent en 1991 un premier ermitage aux États-Unis. Cette famille érémitique compte aujourd'hui une dizaine de communautés. Ces communautés érémitique sont placées sous l'autorité du Prieur général des Grands carmes. Notre-Dame du Mont-Carmel est la principale sainte patronne de ces communautés.

## Présentation
Les Ermites de la Bienheureuse Vierge Marie du Mont Carmel, sont une branche de l'ordre des Grands carmes, qui étaient originellement des moines ermites mais dont l'ordre a été réorganisé en communauté monastique de frères mendiants durant le XIIIe siècle (à la suite du départ des ermites vers l'Europe),. 
Les frères carmes (Grands carmes) de l'Ordre du Carmel ne sont pas considérés comme étant des moines, au même titre que les carmélites cloîtrées. Cependant, les Carmes ermites sont une nouvelle communauté d'hommes ou de femmes, vivant dans la clôture d'un couvent, suivant l'ancienne vie monastique des premiers carmes, sous l'autorité du Prieur général des Carmes (Grands carmes). Notre-Dame du Mont-Carmel est la principale sainte patronne de ces communautés carmélites.
À la fin du XXe siècle, certains Carmes ont souhaité revenir à la vie érémitique-contemplative d'origine. 
En 1991, nait une première communauté de "Carmes Ermites" au Texas (États-Unis). Une autre suivra dans le Minnesota. Ces communautés sont placées sous la direction du prieur général des Carmes. 
D'autres suivent alors leur exemple : un ermite vient s'installer dans une chapelle à Villefranche-de-Rouergue (France). 
Il existe également d'autres ermitages qui sont placés sous la supervision directe de certaines provinces carmélitaines : 
- Ermitage du Mont Carmel (Florence, États-Unis);
- Ermitage Carmelitain (Sedaeng, Indonésie);
- Ermitage Notre-Dame del Granato (Capaccio-Paestum, Italie);
- Ermitage Hornachuelos (Cordoue, Espagne).

Ils sont habités par un ou deux ermites.

### La vie érémitique
Les deux communautés américaines mènent une vie contemplative exclusivement consacré à la prière (individuelle et communautaire), l'étude biblique et le travail manuel. Les ermites suivent la règle primitive du Carmel donné par saint Albert de Jérusalem aux ermites du mont Carmel en 1209. Leur vie érémitique consiste à vivre chacun dans sa cellule, retiré du monde, et méditer jour et nuit la parole de Dieu.
La structure des couvents de carmes ermites est essentiellement celle des monastères ou laure, très semblables à ceux des Chartreux ou des Camaldules. 
Chaque ermite, en effet, vit dans une cellule avec une chambre à coucher, salle de bains, bureau, un oratoire pour la prière et éventuellement un potager. 
Au centre entre les différentes cellules se dresse la chapelle ou à l'église. Habituellement, les ermites dînent seuls. Les activités communautaires sont surtout liturgique, en particulier la messe. 
Les carmes de Lake Elmo ont aussi redécouvert l'ancien rite carmélitain, appelé le Rite du Saint-Sépulcre, et ont reçu la permission du Prieur général de suivre ces textes, qui ont été traduits en anglais.

## Communautés érémitiques sous l'autorité du Prieur Général (Grands Carmes)

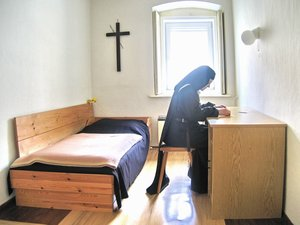
Une Carmélite lisant dans la cellule de son couvent (un carmel ou un ermitage).

### Communautés de Frères
- Ermites de la Bienheureuse Vierge Marie du Mont Carmel – Christoval, Texas (U.S.A.)
- Ermites Carmes de la Bienheureuse Vierge Marie – Lake Elmo, Minnesota (U.S.A.)
- Ermites Carmes du monastère de Saint Élie  – Atibaia, São Paulo (Brésil)
- Monastère de Saint Joseph de Las Batuecas – Vallée de Las Batuecas, Salamanque (Espagne)
- Monastère de Saint Joseph de Rigada – Hoz de Anero, Cantabrie (Espagne)
- Monastère de Saint Mary d'Arenales et Saint Joseph – Hornachuelos, Province de Cordoue (Espagne)

### Communautés de Carmélites
- Ermites de Notre Dame du Mont Carmel – Chester, New Jersey (U.S.A.)
- Ermites Carmélites de la Trinité – Milwaukee, Wisconsin (U.S.A.)
- Ermites Carmélites de Sainte Marie des Anges – San Martino alla Palma (Italie)
- Ermites Carmélites de Monteluro – Monteluro (Italie)
- Ermites Carmélites de Villefranche-de-Rouergue – Villefranche-de-Rouergue, Aveyron (France)
- Ermites Carmélites du Monastère de Sainte Marie – Itapeva, Minas Gerais (Brésil)